# Kaiserbachtal

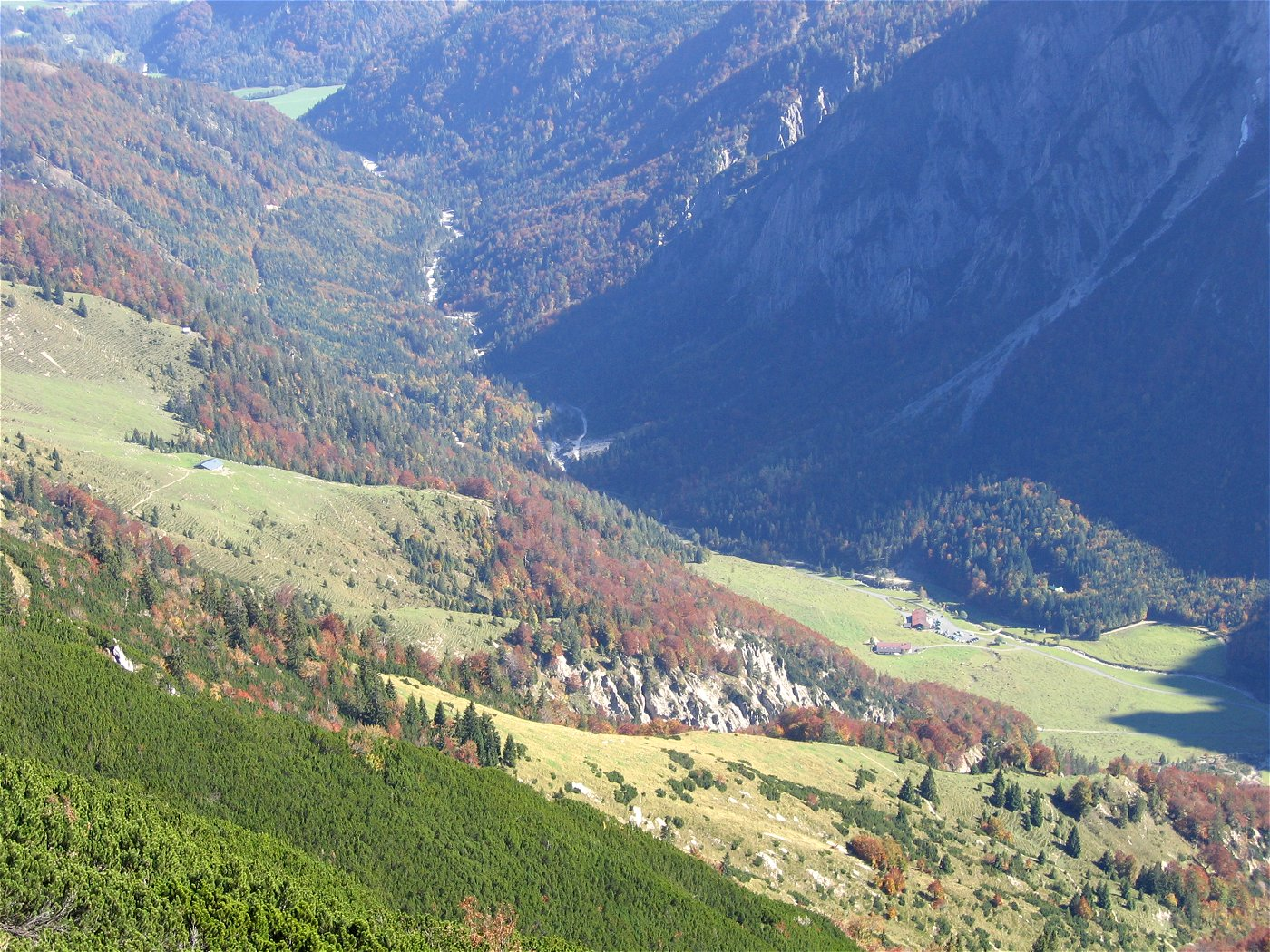
Kaiserbachtal vom Feldberg gesehen

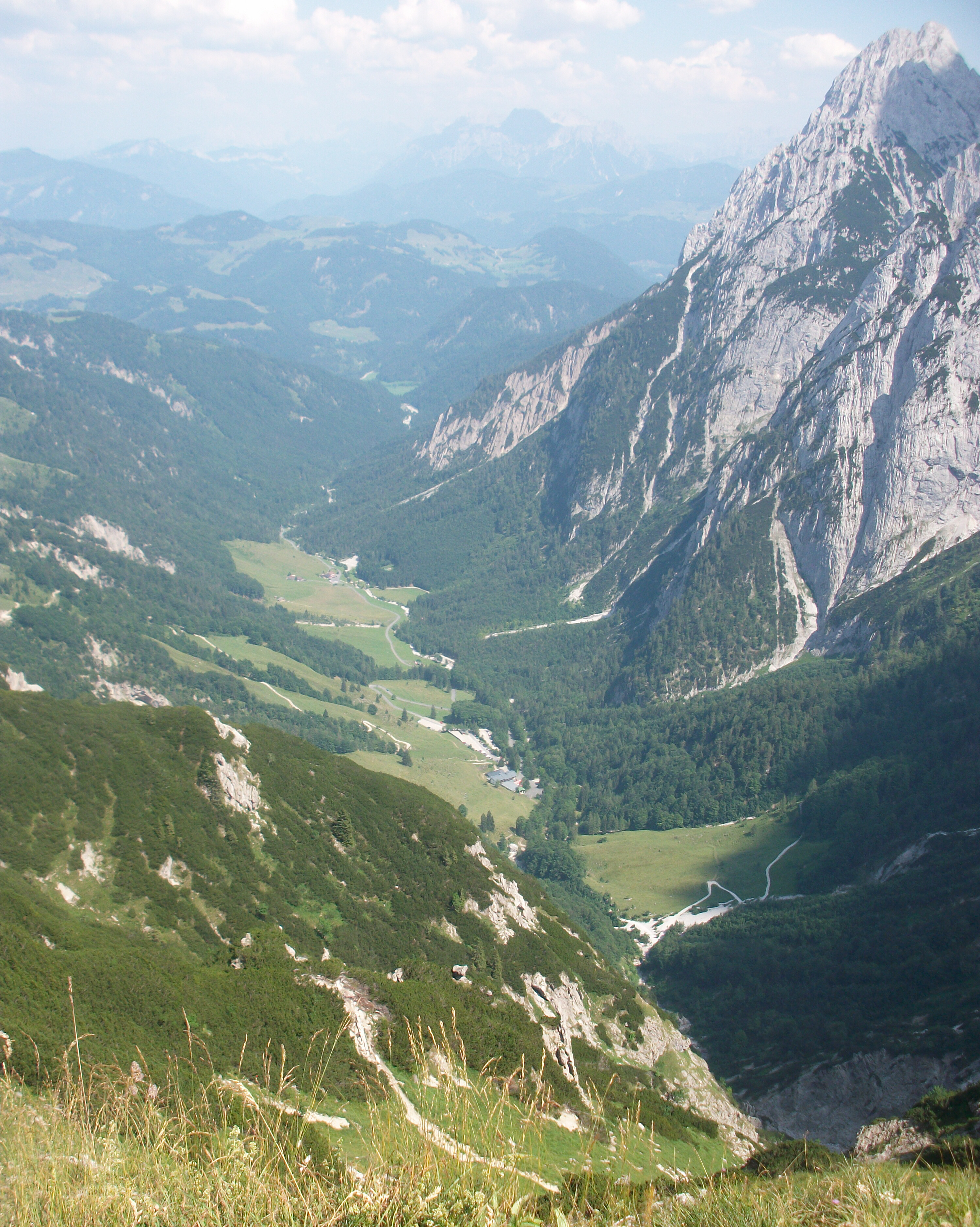
Kaiserbachtal vom Stripsenkopf gesehen

Das Kaiserbachtal liegt im Bezirk Kitzbühel des Landes Tirol in Österreich. 
Es erstreckt sich von der Griesenau bis zum Stripsenjoch im Ostteil des Kaisergebirges. Im Norden wird es vom Feldberg, der schon zum Zahmen Kaiser zählt, begrenzt. Im Süden wird das Kaiserbachtal vom östlichen Hauptkamm des Wilden Kaisers eingerahmt. Das Tal wird vom Kaisertalbach durchflossen und ist Ausgangspunkt für Bergfahrten im Ostkaiser. Als Stützpunkte dienen hierbei die Griesner Alm, die durch eine mautpflichtige Straße erschlossen ist, das Stripsenjochhaus, sowie die unbewirtschaftete Fritz-Pflaum-Hütte im Griesner Kar.

## Almen
Entlang des Kaiserbachtales befinden sich folgende bewirtschaftete Almen:
- die Fischbachalm auf 856 m ü. A.
- die Griesner Alm auf 1024 m ü. A. (mit Übernachtungsmöglichkeiten)

Bei der Fischbachalm gibt es einen Parkplatz, bei der Griesner Alm befindet sich ein Großparkplatz mit separatem Busparkplatz.